# Paleobalkansk mytologi
Paleobalkansk mytologi syftar på ett antal trosföreställningar som tycks vara gemensamma för de folkslag på Balkanhalvön som talade paleobalkanska språk. De tycks i sin tur gå tillbaka på urindoeuropeisk mytologi, och innefattar tron på en gudomlig hästryttare.
De religioner som ingår i paleobalkansk mytologi brukar anges vara dakisk mytologi, thrakisk mytologi och illyrisk mytologi. 